# Maboroshi
Maboroshi (アリスとテレスのまぼろし工場?, Arisu to Teresu no Maboroshi Kōjō) è un film d'animazione del 2023, prodotto dallo studio MAPPA e distribuito da Warner Bros. Pictures Japan. 
Diretto e scritto da Mari Okada, il film ha debuttato nelle sale giapponesi il 15 settembre 2023 ed è stato distribuito a livello globale su Netflix il 15 gennaio 2024.

## Trama
Mifuse è una città siderurgica del Giappone rurale. Nel gennaio del 1991, una catastrofica esplosione al mulino isola la città dal mondo esterno, intrappolandola in un eterno inverno. Mamoru Sagami, un operaio di un mulino e capo sacerdote, dichiara il disastro una punizione divina per aver estratto una montagna sacra. Convince gli abitanti della città a mantenere la loro identità pre-disastro, presentando periodicamente moduli di identificazione, poiché afferma che sono legati a una "macchina sacra". Nel frattempo, di tanto in tanto si aprono fessure nel cielo, solo per essere sigillate dal fumo del mulino.
Masamune Kikuri, uno studente, scopre una ragazza selvaggia, Itsumi, nell'altoforno dell'acciaieria sotto la cura del suo compagno di classe, Mutsumi. Mentre si lega con Itsumi, Masamune apprende teorie contrastanti sulle sue origini, con Sagami che afferma di essere una "donna degli dei" e suo zio Tokimune che suggerisce che non appartiene al loro mondo. Mentre Masamune continua a visitare Itsumi, la natura surreale della città diventa sempre più evidente.
L'arrivo delle immagini estive attraverso le fessure del cielo coincide con l'escalation delle tensioni. Durante una prova di coraggio a scuola, la compagna di classe di Masamune, Sonobe, emette luce e svanisce quando viene avvolta dal fumo del mulino, suscitando ulteriori dubbi sulla realtà della città. Sagami afferma che il loro mondo, creato dalla macchina sacra, è perfetto ed eterno. Tokimune, tuttavia, sostiene che è destinato a collassare.
Attraverso le rivelazioni contenute nel diario di suo padre, Masamune scopre la vera identità di Itsumi: Saki Kikuri, una ragazza trasportata dal mondo reale, e la città stessa è una realtà costruita. Determinato a liberare Saki, Masamune arruola i suoi compagni di classe e interrompe il rituale di Sagami per offrirla alla macchina sacra. Durante un festival Obon visibile attraverso le fessure, Masamune e Mutsumi salvano Saki e la mettono su un treno merci diretto nel mondo reale. Dopo un inseguimento culminante, Mutsumi salta giù dal treno per riunirsi con Masamune, permettendo al treno di Saki di fuggire.
Anni dopo, Saki ritorna da adulta in una Mifuse abbandonata. Riflettendo sul suo passato come Itsumi, visita i resti dell'acciaieria, dove rimangono conservati i messaggi di addio e i ricordi della sua vita precedente.

## Produzione
Maboroshi è prodotto dallo studio MAPPA, scritto e diretto da Mari Okada, con Yuriko Ishii responsabile del character design e Masaru Yokoyama autore della colonna sonora. Gran parte del team di animazione di Maquia: When the Promised Flower Blooms ha partecipato alla realizzazione del film.

## Distribuzione
Il film è stato distribuito da Warner Bros. Pictures Japan, che lo ha portato nelle sale il 15 settembre 2023. Il brano principale, intitolato Shin-on, è interpretato da Miyuki Nakajima. Netflix ha acquisito i diritti globali del film e lo ha reso disponibile, con il titolo Maboroshi, sulla piattaforma il 15 gennaio 2024.

### Marketing
Mari Okada ha adattato il film in un romanzo, pubblicato da Kadokawa Shoten sotto l’etichetta Kadokawa Bunko il 13 giugno 2023.

## Accoglienza
Sul sito aggregatore di recensioni Rotten Tomatoes, il 67% delle 9 recensioni pubblicate dai critici risulta positivo, con un punteggio medio di 7,1 su 10.

## Riconoscimenti
Maboroshi ha ricevuto il Mainichi Film Award come miglior film d'animazione nel 2023. Nel marzo 2024, il film ha inoltre ottenuto un Kabuku Award al Niigata Int'l Animation Film Festival.